# Rupprecht Matthaei
Rupprecht Matthaei (* 22. Februar 1895 in Kiel; † 6. Januar 1976 in Erlangen) war ein deutscher Physiologe und Hochschullehrer.

## Akademische Karriere
Der Sohn des Kunsthistorikers Adelbert Matthaei studierte von 1913 bis 1918 Medizin in Danzig, Königsberg, Bonn und München. 1919 wurde er in Bonn promoviert. Von 1922 bis 1929 arbeitete er als Assistent am Physiologischen Institut der Universität Bonn. 1930 wurde er in Tübingen zum nichtbeamteten außerordentlichen Professor ernannt. Von 1935 bis 1945 war Matthaei ordentlicher Professor und Direktor des Physiologischen Instituts der Universität Erlangen, das er in der Folgezeit modernisierte und ausbaute. Er befasste sich mit Goethes Farbenlehre.

## Politische Aktivität
Von 1919 bis 1929 war Matthaei wie sein Vater Mitglied der Deutschnationalen Volkspartei (DNVP). Zum 1. August 1932 schloss er sich der NSDAP an (Mitgliedsnummer 1.234.247). Im November 1932 rief er öffentlich zur Wahl Hitlers auf. Von 1933 bis 1935 saß er als Vertreter der NSDAP im Tübinger Gemeinderat. 1934/35 war Matthaei Vertrauensmann der NSDAP an der Medizinischen Fakultät Tübingen und Führer der Dozentenschaft an der Universität Tübingen.

## Nach dem Zweiten Weltkrieg
1945 wurde Matthaei aufgrund seiner politischen Tätigkeit entlassen. Im Spruchkammerverfahren wurde er 1946 als „Mitläufer“ eingestuft. Nach längerer Lehrtätigkeit an der Nürnberger Volkshochschule folgte 1951 die Wiederverleihung der Lehrbefugnis und die Ernennung zum außerplanmäßigen Professor. Seit 1956 war Matthaei erneut als ordentlicher Professor für Physiologie an der Universität Erlangen tätig. 1961 wurde er emeritiert.
Heinrich Matthaei, der Mitentdecker des genetischen Codes, war sein Sohn.